# Волдорф (Минесота)
Волдорф (енгл. Waldorf) град је у америчкој савезној држави Минесота.

## Демографија
По попису из 2010. године број становника је 229, што је 13 (-5,4%) становника мање него 2000. године.
| Група             | 2000.       | 2010.       |
| Белци             | 237 (97,9%) | 228 (99,6%) |
| Афроамериканци    | 0 (0,0%)    | 0 (0,0%)    |
| Азијати           | 1 (0,4%)    | 1 (0,4%)    |
| Хиспаноамериканци | 4 (1,7%)    | 0 (0,0%)    |
| Укупно            | 242         | 229         |